# Tonggalan
Tonggalan is een bestuurslaag in het regentschap Klaten van de provincie Midden-Java, Indonesië. Tonggalan telt 4386 inwoners (volkstelling 2010).